# 妄想代理人 オリジナルサウンドトラック
『妄想代理人 オリジナルサウンドトラック』（もうそうだいりにん オリジナルサウンドトラック）は、平沢進の9枚目となるサウンドトラックである。
今敏による、2004年に放送されたアニメ『妄想代理人』のサウンドトラックである。
平沢進のサウンドトラックとしては『千年女優 オリジナルサウンドトラック』より2年振りとなり、2004年5月12日にケイオスユニオン/TESLAKITEレーベルより発売された。

## 収録曲
1. 夢の島思念公園 - Dream Island Obsessional Park
アニメ『妄想代理人』のOP。
2020年2月22日のライブ「会然TREK 2k20▼02」にて初演奏された。
2. 準日常 - Sub-usual
3. Focus
4. 幸福 - Happiness
5. 対象定義 - Object Definition
6. 対峠妄想 - Confrontational Paranoia
7. 緊張 - Tension
8. 勇者 - Hero
9. 条件童子 - Condition Boy
10. 黒ケ浜 - Black Beach
11. 培養 - Cultivation
核P-MODELのアルバム「ビストロン」収録曲「巡航プシクラオン」にコーラスが混入している。
12. 影 - Shadow
13. 夢想ケ谷 - Reverie Hill
2004年5月16日に平沢自身のウェブサイトより無料配信された[2]。
14. 逃亡 - Escape
15. 思念層 - Obsession Layer
16. 執着 - Tenacity
17. 夢の島-期待 - Dream Island - Expectation
18. Core
19. 白ヶ丘-マロミのテーマ - White Hill - Maromi's Theme
20. 祖父なる風 - Grandfatherly Wind
2003年に発売されたアルバム「BLUE LIMBO」に収録された曲。
日本では未収録。アメリカで2005年4月5日に発売された海外盤『Paranoia Agent Original Soundtrack』にボーナストラックとして収録。

## 妄想代理人 アウトテイク・コレクション
2004年5月16日に平沢自身のサイトより発表された『妄想代理人 オリジナルサウンドトラック』のアウトテイク集。
1. 白ケ丘 2 - White Hill 2
2. 夢想ケ谷 2 - Reverie Hill 2
3. 妄想の門 - Gate of Paranoia
4. 夢の島 - 昼 - Dream Island - Daytime
5. 夢の島 - 分岐点 - Dream Island - Branch Point
6. 執着 1 - Tenacity 1
7. 不安 - Anxiety
8. 勇者 1 - Hero 1
9. Core 1
10. 準日常 2 - Sub Usual 2